# Дадонвил
Дадонвил (фр. Dadonville) насеље је и општина у централној Француској у региону Центар (регион), у департману Лоаре која припада префектури Питивје.
По подацима из 2011. године у општини је живело 2360 становника, а густина насељености је износила 129,6 становника/km². Општина се простире на површини од 18,21 km². Налази се на средњој надморској висини од 123 метара (максималној 125 m, а минималној 96 m).

## Демографија
| 1962. | 1968. | 1975. | 1982. | 1990. | 2011. |
| ----- | ----- | ----- | ----- | ----- | ----- |
| 613   | 735   | 854   | 1.249 | 1.715 | 2.360 |

График промене броја становника у току последњих година